# L'Étrat
L'Étrat là một xã trong tỉnh Loire miền trung nước Pháp.